# Landgericht Frankfurt (Oder)

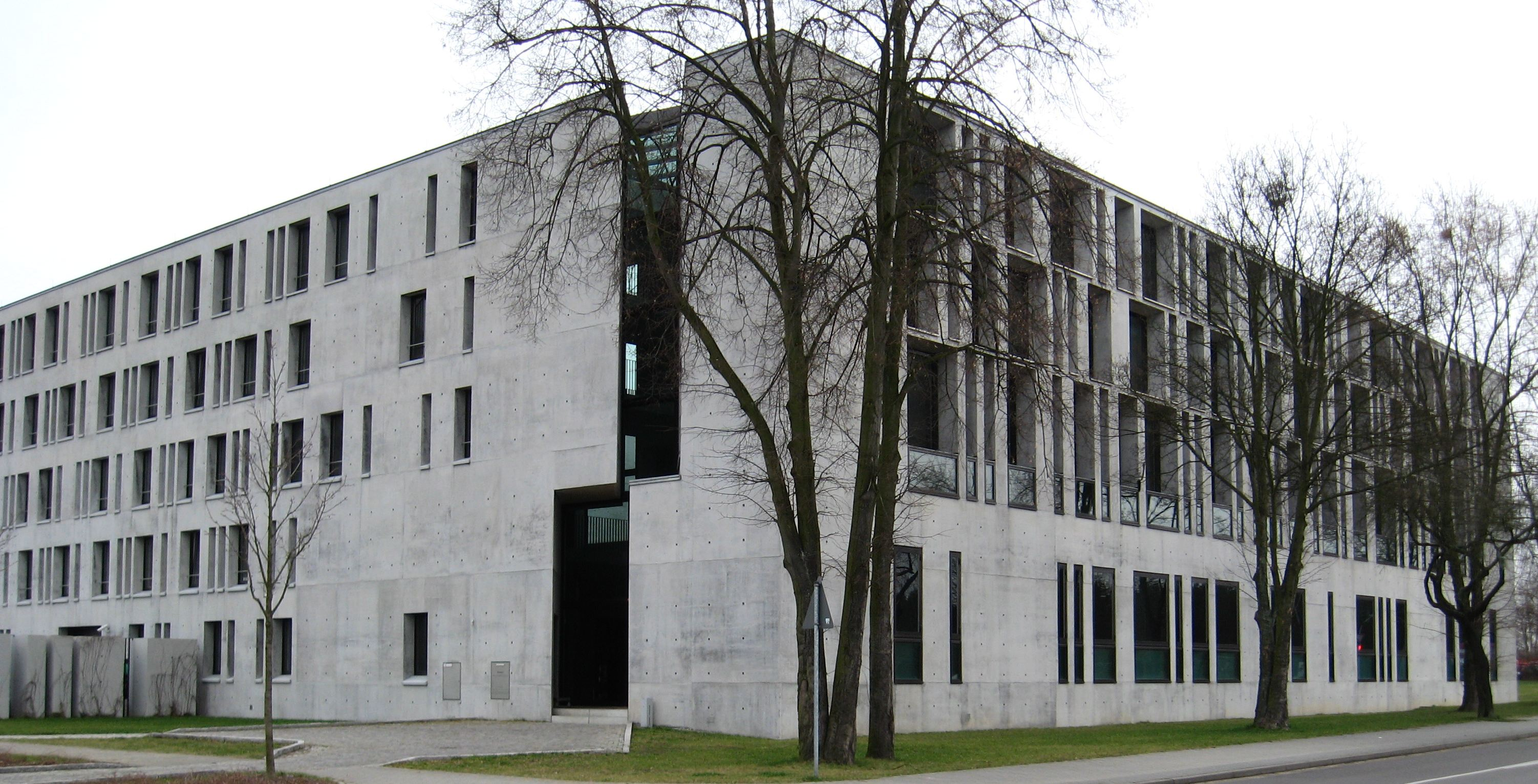
Land- und Amtsgericht Frankfurt (Oder), 2008

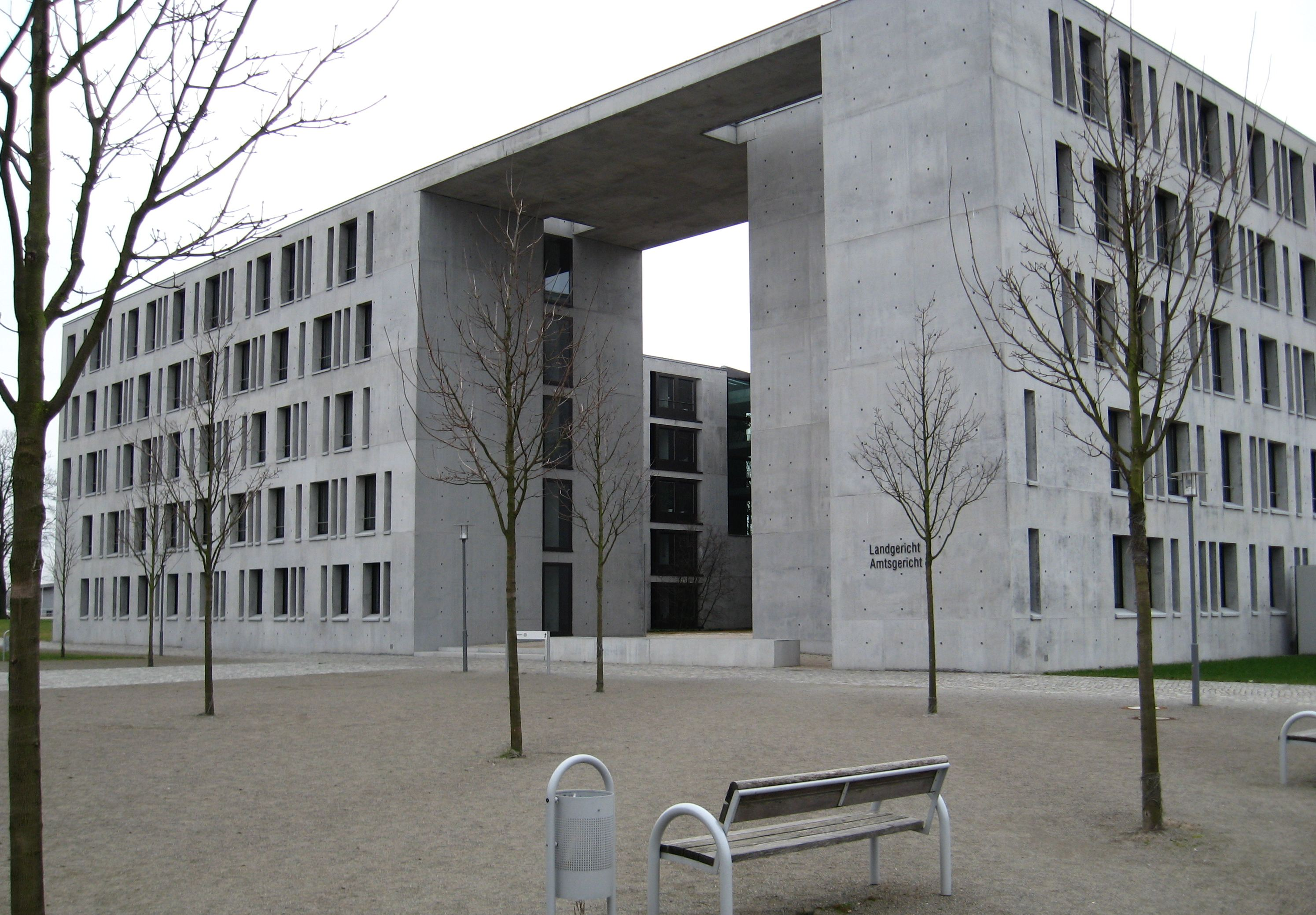
Landgericht Frankfurt (Oder) – Haupteingang (2008)

Das Landgericht Frankfurt (Oder) (ⓘ) ist ein Gericht der ordentlichen Gerichtsbarkeit und eines von vier Landgerichten in Brandenburg. Es hat seinen Sitz in Frankfurt (Oder). 

## Instanzenzug
Zum Gerichtsbezirk gehören die Amtsgerichte Bad Freienwalde, Bernau bei Berlin, Eberswalde, Frankfurt (Oder), Fürstenwalde und Strausberg. Das Amtsgericht Schwedt/Oder gehört seit dem 1. Januar 2013 zum Bezirk des Landgerichtes Neuruppin.
Dem Landgericht Frankfurt (Oder) ist das Brandenburgische Oberlandesgericht übergeordnet.

## Geschichte
Mit Wirkung zum 1. Oktober 1879 wurde das Appellationsgericht Frankfurt a. d. Oder im Rahmen der Reichsjustizgesetze aufgehoben und an seiner Stelle das königlich preußische Landgericht Frankfurt (Oder) als eines von neun Landgerichten im Bezirk des Kammergerichtes eingerichtet. Das Landgericht war danach für den Stadtkreis Frankfurt (Oder), den Landkreis Oststernberg, den größten Teil der Kreise Beeskow, Storkow, Lebus und West-Sternberg sowie kleine Teile der Landkreise Luckau Lübben und Teltow zuständig. Ihm waren folgende elf Amtsgerichte zugeordnet:
| Amtsgericht                    | Sitz              | Bezirk |
| ------------------------------ | ----------------- | --- |
| Amtsgericht Beeskow            | Beeskow           | - Kreis Beeskow-Storkow ohne die Teile, die den Amtsgerichten Buchholz, Cöpenick, Fürstenwalde, Königs-Wusterhausen und Storkow zugeordnet waren - aus dem Landkreis Lübben der Stadtbezirk Friedland, die Amtsbezirke Günthersdorf, Leißnitz und Mixdorf und die Gemeindebezirke Briescht (Lübbener Kreisanteil) und Cosselblatt sowie der Gutsbezirke Cossenblatt und Sabrodt aus dem Amtsbezirk Wittmannsdorf |
| Amtsgericht Märkisch Buchholz  | Märkisch Buchholz | - aus dem Landkreis Beeskow-Storkow der Stadtbezirk Wendisch-Buchholz, die Amtsbezirke Krausnick und Münchehofe und der Amtsbezirk Neu-Schadow ohne den zum königlich Schwenower Forst gehörende Teile - aus dem Landkreis Luckau der Amtsbezirk Golßen und die Gemeindebezirke und Gutsbezirke Briesen und Oderin aus dem Amtsbezirk Golßen - aus dem Landkreis Teltow die Amtsbezirke Freidorf und Hammersche Forst sowie die Gemeindebezirke Halbe, Löpten und Klein Köris und der Gutsbezirk Löpten aus dem Amtsbezirk Groß-Köris |
| Amtsgericht Drossen            | Drossen           | aus dem Landkreis Weststernberg der Stadtbezirk Drossen und die Amtsbezirke Radach, Schmagorei, Seefeld und Tschernow |
| Amtsgericht Frankfurt (Oder)   | Frankfurt (Oder)  | - Stadtbezirk Frankfurt (Oder) - aus dem Landkreis Lebus die Stadtbezirke Lebus und Müllrose, die Amtsbezirke Biegen, Booßen, Cliestow, Hohen-Jehsar, Lebus, Lossow, Martendorf, Müllrose, Petersdorf, Petershagen, Podelzig, Reitwein, Tzschetzschnow und Weißenspring und die Gemeindebezirke und Gutsbezirke Alt Madlitz und Wilmersdorfs sowie den Gemeindebezirk Neu-Madlitz aus dem Amtsbezirk Madlitz - aus dem Landkreis Weststernberg die Amtsbezirke Aurith, Bischofsee, Kunersdorf und Reipzig                             |
| Amtsgericht Fürstenwalde/Spree | Fürstenwalde      | - aus dem Landkreis Lebus der Stadtbezirk Fürstenwalde und die Amtsbezirke Hangelsberg, Wolkenberg, Neuendorf und Trebus und ein Teil des Amtsbezirks Madlitz - aus dem Landkreis Beeskow-Storkow die Amtsbezirke Fürstenwalder Stadtforst und Rauen |
| Amtsgericht Müncheberg         | Müncheberg        | aus dem Landkreis Lebus die Stadtbezirke Buckow und Müncheberg sowie die Amtsbezirke Behlendorf, Buckow, Eggersdorf und Hasenfelde |
| Amtsgericht Reppen             | Reppen            | Kreis Weststernberg ohne die Teile, die den Amtsgerichten Cüstrin, Drossen, Frankfurt (Oder) und Fürstenberg zugeordnet waren |
| Amtsgericht Seelow             | Seelow            | Kreis Lebus ohne die Teile, die den Amtsgerichten Cüstrin, Frankfurt (Oder), Fürstenberg und Müncheberg zugeordnet waren |
| Amtsgericht Sonnenburg         | Sonnenburg        | aus dem Landkreis Oststernberg der Stadtbezirk Sonnenburg sowie die Amtsbezirke Kriescht, Alt Limmritz, königliches Forstrevier Limmritz, Louisa, Rentamt Sonnenburg und Woxfelde |
| Amtsgericht Storkow            | Storkow           | aus dem Landkreis Beeskow-Storkow der Stadtbezirk Storkow sowie die Amtsbezirke Friedersdorf, Friedersdorfer Forst, Görsdorf, Markgrafpieske, Reichenwalde, Selchow, Spreenhagen und Storkow und der Gutsbezirk Vorwerk Steinfurth aus dem Amtsbezirk Neu-Zittau |
| Amtsgericht Zielenzig          | Zielenzig         | Kreis Oststernberg ohne die Teile, die dem Amtsgericht Sonnenburg zugeordnet waren |

Der Landgerichtsbezirk hatte 1888 zusammen 266.527 Einwohner. Am Gericht waren ein Präsident, zwei Direktoren und sieben Richter tätig.
Im Jahre 1945 wurde der Teil des Gerichtsbezirkes des Landgerichts Prenzlau östlich der Oder-Neiße-Grenze unter polnische Verwaltung gestellt. Nach dem Krieg wurde statt des Landgerichtes Frankfurt (Oder) das Landgericht Eberswalde eingerichtet. Im Jahre 1950 entstand das Landgericht Frankfurt (Oder) neu.
In der DDR wurden 1952 die Landgerichte abgeschafft und durch Bezirksgerichte ersetzt. Für den Bezirk Frankfurt (Oder) entstand damit das Bezirksgericht Frankfurt (Oder). Nach dem Zusammenbruch der DDR wurde die alte Gerichtsstruktur wieder hergestellt. Damit ging das das Landgericht Frankfurt (Oder) 1993 aus dem Bezirksgericht Frankfurt (Oder) neu hervor und befindet sich seit 2005 in einem Neubau mit 20 Gerichtssälen an der Müllroser Chaussee.

## Landesarbeitsgericht Frankfurt (Oder)
Gemäß Arbeitsgerichtsgesetz vom 23. Dezember 1926 wurden in Deutschland Arbeitsgerichte gebildet. Diese waren nur in der ersten Instanz unabhängig, die Landesarbeitsgerichte waren den Landgerichten zugeordnet. Am Landgericht Frankfurt (Oder) entstand so 1927 das Landesarbeitsgericht Frankfurt (Oder) als eines von zwei Landesarbeitsgericht im Bezirk des Kammergerichtes (das andere war das Landesarbeitsgericht Berlin). Dem Landesarbeitsgericht Frankfurt (Oder) waren folgende Arbeitsgerichte zugeteilt: Arbeitsgericht Cottbus, Arbeitsgericht Küstrin, Arbeitsgericht Finsterwalde, Arbeitsgericht Forst, Arbeitsgericht Frankfurt (Oder), Arbeitsgericht Fürstenwalde, Arbeitsgericht Guben, Arbeitsgericht Landsberg (Warthe), Arbeitsgericht Senftenberg, Arbeitsgericht Spremberg und Arbeitsgericht Woldenberg. Nach der Besetzung Deutschlands durch die Alliierten wurden 1945 zunächst alle Gerichte geschlossen. Die ordentlichen Gerichte wurden schon bald wieder eröffnet, während die Arbeitsgerichte zunächst außer in Hamburg nicht wieder eingerichtet wurden, so dass arbeitsgerichtliche Streitigkeiten von den ordentlichen Gerichten erledigt werden mussten. Gemäß Kontrollratsgesetz 21 sollten in Deutschland Arbeitsgerichte aufgebaut werden. Für das Land Brandenburg entstand das Landesarbeitsgericht Potsdam, in Frankfurt (Oder) wurde kein neues Landesarbeitsgericht gebildet.